# 조선민주주의인민공화국 륙해운성
륙해운성(陸海運省, 표준어: 육해운성) 또는 륙운 및 해운성은 조선민주주의인민공화국의 내각 중앙 행정기관이다. 륙운 수송과 교통계획, 해운, 운송, 항공 운행 등의 소관사무를 관장한다.

## 연혁
- 1948년 9월 2일 교통성 륙운국, 해운국 설치
- 륙해운성 설치
- 1994년 11월 륙해운성 설치

## 조직

### 소속 기관
- 국가수로국
- 기상수문국

### 외청
- 국가해사감독국

## 역대 상, 부상

### 역대 륙해운상, 륙운 및 해운상
- 리철봉 1977년 12월 ~ 1984년 6월

- 김영일 : 1994년 11월 ~ 2007년
- 라동희 : 2007년 7월 ~ 2014년 3월
- 강종관 : 2014년 3월 ~ 현재

### 역대 부상
- 최춘영 2011년 ~

### 역대 부부상
- 강귀철

- 리승수 2011년 ~
- 채두영 2011년 ~

## 같이 보기
- 정무원 해운부
- 국가해사감독국